# مقاطعة سيب وسوران
مقاطعة سيب وسوران (بالفارسية: شهرستان سیب و سوران) هي إحدى مقاطعات محافظة سيستان وبلوشستان في إيران. كان عدد سكان المقاطعة سنة 2006 حوالي 60,514 نسمة.